# مات كينارد
مات كينارد (بالإنجليزية: Matt Kennard)‏ هو ممثل بريطاني، ولد في 12 فبراير 1982 في غريمسبي ‏ في المملكة المتحدة.

## وصلات خارجية
- مات كينارد على موقع IMDb (الإنجليزية)
- مات كينارد على موقع قاعدة بيانات الفيلم (الإنجليزية)